# Język adzera
Język adzera (a. acira, atsera, atzera, azera) – język austronezyjski używany w prowincji Morobe w Papui-Nowej Gwinei (dolina rzeki Markham). Według danych z 2000 roku posługuje się nim 30 tys. osób.
Wyróżnia się odmiany dialektalne: centralna (sieć dialektów), amari, ngarowapum, yarus, guruf, tsumanggorun. Jest znany wszystkim członkom społeczności. W użyciu jest również język tok pisin.
Został opisany w postaci szeregu publikacji z II poł. XX wieku (K.G. Holzknecht, B.A. Holey, S.C. Holzknecht). Jest stosowany w edukacji. Zapisywany alfabetem łacińskim. 